# 2009-es férfi kézilabda-világbajnokság
A 2009-es férfi kézilabda-világbajnokság volt a 21. férfi vb. Horvátországban rendezték 2009. január 16. és február 1. között. Horvátország a kiválasztáskor Csehországot, Görögországot és Romániát megelőzve kapta meg a rendezéshez való jogot.
A nyitóünnepségre Splitben került sor, a döntőt pedig Zágrábban rendezték.
A tornát Franciaország nyerte, a magyar csapat a hatodik lett.

## Helyszínek
A világbajnokság lebonyolítására hét horvát várost választottak a szervezők. Ezek: Zágráb, Zára, Split, Eszék, Varasd, Poreč és Póla
| Zágráb                              | Split                                           | Zára                                     |
| ----------------------------------- | ----------------------------------------------- | ---------------------------------------- |
| Zágráb Aréna Befodaképesség: 15 600 | Spaladium Arena Befodaképesség: 12 500          | Krešimir Ćosić Hall Befodaképesség: 8600 |
|                                     |                                                 |                                          |
| Eszék                               | Varasd                                          | Poreč                                    |
| Gradski vrt Befodaképesség: 3600    | Gradska dvorana Varasd Befodaképesség: 5200     | Sport centar Žatika Befodaképesség: 3500 |
|                                     |                                                 |                                          |
|                                     | Póla                                            |                                          |
|                                     | Dom sportova "Mate Parlov" Befodaképesség: 2132 |                                          |
|                                     |                                                 |                                          |

## Selejtezők

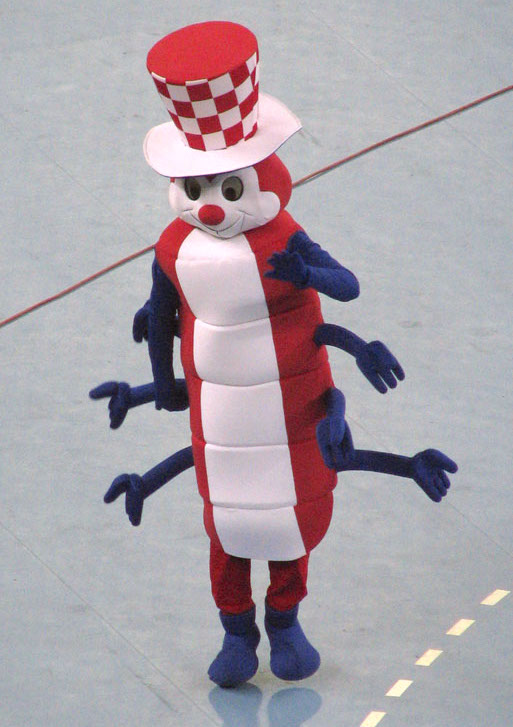
Ruksi a hernyó, aki a 2009-es férfi kézilabda-világbajnokság kabalafigurája volt.

A világbajnokság selejtezői (kontinens, illetve selejtező  tornák) 2008-ban zajlottak.
- Rendező (1)
- Címvédő (1)
- 2008-as férfi kézilabda-Afrika-bajnokság (3)
- 2008-as amerikai kézilabda-bajnokság (3)
- 2008-as kézilabda-Ázsia-bajnokság (3)
- 2008-as férfi kézilabda-Európa-bajnokság (3)
- Pótselejtezők (Európa) (9)
- 2008-as óceániai selejtező-torna (1)

## Részt vevő csapatok
| Európa (14 résztvevő)                                     | Európa (14 résztvevő)      | Európa (14 résztvevő)      |
| --------------------------------------------------------- | -------------------------- | -------------------------- |
| Horvátország                                              | Házigazda                  | Házigazda                  |
| Németország                                               | Címvédő                    | Címvédő                    |
| Dánia                                                     | 2008-as EB-ről jutottak be | 2008-as EB-ről jutottak be |
| Franciaország                                             | 2008-as EB-ről jutottak be | 2008-as EB-ről jutottak be |
| Svédország                                                | 2008-as EB-ről jutottak be | 2008-as EB-ről jutottak be |
| Selejtezők (9 hely) 2008. június 7./08. és június 14./15. |                            |                            |
| Szlovénia                                                 | 33:33, 29:30               | Szlovákia                  |
| Spanyolország                                             | 32:24, 31:32               | Görögország                |
| Norvégia                                                  | 29:22, 32:30               | Ukrajna                    |
| Fehéroroszország                                          | 26:26, 30:34               | Oroszország                |
| Montenegró                                                | 31:27, 24:29               | Románia                    |
| Csehország                                                | 38:33, 24:29               | Szerbia                    |
| Lengyelország                                             | 32:24, 22:24               | Svájc                      |
| Magyarország                                              | 27:25, 27:24               | Bosznia-Hercegovina        |
| Macedónia                                                 | 34:26, 24:30               | Izland                     |

| Ázsia (3 résztvevő)   | Ázsia (3 résztvevő)                            |
| --------------------- | ---------------------------------------------- |
| Dél-Korea             | Az ázsiai kontinensviadalról jutottak be.      |
| Kuvait                | Az ázsiai kontinensviadalról jutottak be.      |
| Szaúd-Arábia          | Az ázsiai kontinensviadalról jutottak be.      |
| Amerika (3 résztvevő) |                                                |
| Brazília              | Az amerikai kontinensbajnokságról jutottak be. |
| Argentína             | Az amerikai kontinensbajnokságról jutottak be. |
| Kuba                  | Az amerikai kontinensbajnokságról jutottak be. |
| Afrika (3 résztvevő)  | Az amerikai kontinensbajnokságról jutottak be. |
| Egyiptom              | Az Afrika-bajnokságról kerültek be.            |
| Tunézia               | Az Afrika-bajnokságról kerültek be.            |
| Algéria               | Az Afrika-bajnokságról kerültek be.            |
| Óceánia (1 résztvevő) |                                                |
| Ausztrália            | Az Óceánia-bajnokságról került be.             |

## Játékvezetők

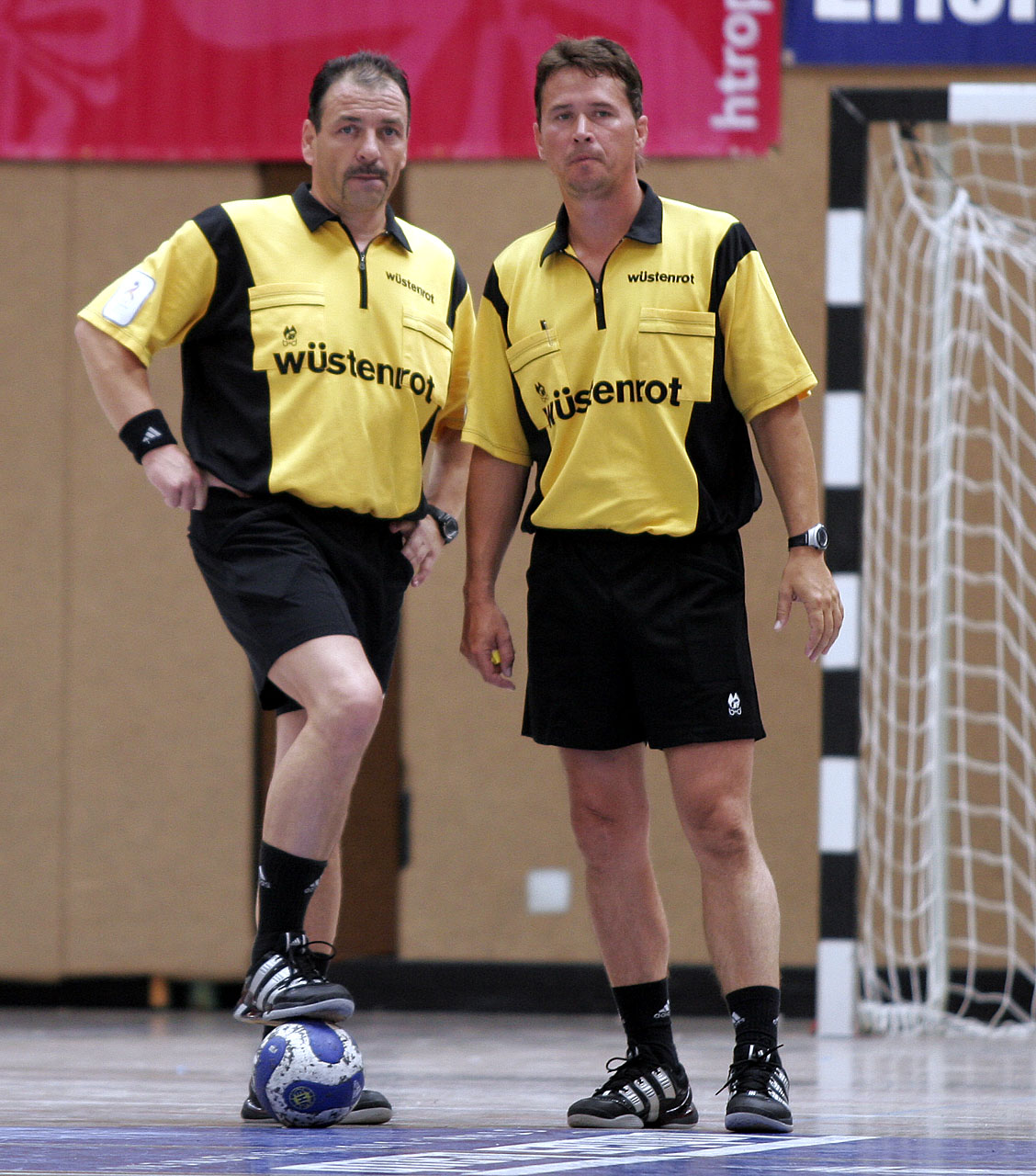
Német játékvezetők Bernd Ullrich (bal) és Frank Lemme (jobb) vezették a világbajnokság nyitómérkőzését, ami Horvátország és Dél-Korea között zajlott 2009. január 16-án.

A játékvezetői keret 2008. október 12-én lett véglegesítve, azonban a svéd páros helyett, végül egy második dán kettős került be a bírói keretbe.
| Játékvezetők     | Játékvezetők                                    |
| ---------------- | ----------------------------------------------- |
| Brazília         | Jesus Nilson Aires Menez Rogéro Aparecdio Pinto |
| Csehország       | Jiří Opava Pavěl Valek                          |
| Dánia            | Martin Gjending Mads Hansen                     |
| Dánia            | Per Olesen Lars Ejby Pedersen                   |
| Egyiptom         | Musztafa Elmoamli Mohámed Sábán Ali             |
| Fehéroroszország | Andrej Gousko Siarhej Repkin                    |
| Franciaország    | Nordine Lazaar Laurent Reveret                  |
| Horvátország     | Matija Gubica Boris Milošević                   |
| Irán             | Mohsen Karabas-Chi Majid Kolahdouzan            |
| Lengyelország    | Miroslaw Baum Marek Goralczyk                   |
| Litvánia         | Mindaugas Gatelis Vaidas Mazeika                |
| Németország      | Frank Lemme Bernd Ullrich                       |
| Portugália       | Ivan Cacador Eurico Nicolau                     |
| Románia          | Constantin Din Sorin-Laurentiu Dinu             |
| Szerbia          | Zoran Stanojević Slobodan Višekruna             |
| Szlovénia        | Nenad Krstić Peter Ljubić                       |

## Csoportkör
A világbajnokság csoportbeosztását 2008. június 21-én Zágrábban készítették el. A 24 csapatot négy csoportba osztották be.
A csoportokban a 6 csapat [[körmérkőzés]]es rendszerben játszott egymással, innen a csoportok első három helyezettje jutott a két középdöntőcsoport valamelyikébe. A 4–6. helyezettek a President's Cupban folytatták a küzdelmeket a 13–24. végső helyezésekért.
| A csoport                                                                   | B csoport                                                             | C csoport                                                                 | D csoport                                                       |
| --------------------------------------------------------------------------- | --------------------------------------------------------------------- | ------------------------------------------------------------------------- | --------------------------------------------------------------- |
| Franciaország · Magyarország · Szlovákia · Románia · Argentína · Ausztrália | Horvátország · Svédország · Spanyolország · Dél-Korea · Kuvait · Kuba | Németország · Lengyelország · Macedónia · Oroszország · Tunézia · Algéria | Dánia · Norvégia · Egyiptom · Brazília · Szerbia · Szaúd-Arábia |

| Színmagyarázat                                                                  |
| ------------------------------------------------------------------------------- |
| A csoportok első három helyezettje bejutott az középdöntőbe.                    |
| A csoportok negyedik, ötödik és hatodik helyezettjei az elnöki kupába jutottak. |

### A csoport (Eszék)
A mérkőzések időpontjai közép-európai idő szerint vannak megadva (UTC+1).
| Csapat        | M | Gy | D | V | G+  | G–  | Gk   | P  |
| ------------- | - | -- | - | - | --- | --- | ---- | -- |
| Franciaország | 5 | 5  | 0 | 0 | 168 | 106 | +62  | 10 |
| Szlovákia     | 5 | 3  | 1 | 1 | 152 | 119 | +33  | 7  |
| Magyarország  | 5 | 3  | 1 | 1 | 148 | 115 | +33  | 7  |
| Románia       | 5 | 2  | 0 | 3 | 141 | 135 | +6   | 4  |
| Argentína     | 5 | 1  | 0 | 4 | 133 | 137 | -4   | 2  |
| Ausztrália    | 5 | 0  | 0 | 5 | 76  | 206 | -130 | 0  |

| 2009. január 17. 16:30 | Szlovákia       | 27–25   | Argentína | Gradski vrat Hall, Eszék Nézőszám: 2500 Játékvezetők: Olesen, Pedersen (DEN) |
| 2009. január 17. 16:30 | M. Stranovski 7 | (12–13) | Gull 5    | Gradski vrat Hall, Eszék Nézőszám: 2500 Játékvezetők: Olesen, Pedersen (DEN) |
| 2009. január 17. 16:30 | Jegyzőkönyv     |         |           | Gradski vrat Hall, Eszék Nézőszám: 2500 Játékvezetők: Olesen, Pedersen (DEN) |

| 2009. január 17. 18:30 | Magyarország         | 41–17  | Ausztrália | Gradski vrt Hall, Eszék Nézőszám: 3000 Játékvezetők: Karabas-Chi, Kolahdouzan (IRN) |
| 2009. január 17. 18:30 | Iváncsik T., Zubai 7 | (20–8) | Fletcher 8 | Gradski vrt Hall, Eszék Nézőszám: 3000 Játékvezetők: Karabas-Chi, Kolahdouzan (IRN) |
| 2009. január 17. 18:30 | Jegyzőkönyv          |        |            | Gradski vrt Hall, Eszék Nézőszám: 3000 Játékvezetők: Karabas-Chi, Kolahdouzan (IRN) |

| 2009. január 17. 20:30 | Franciaország       | 31–21  | Románia | Gradski vrt Hall, Eszék Nézőszám: 3500 Játékvezetők: Stanojević, Višekruna (SRB) |
| 2009. január 17. 20:30 | Karabatić, Guigou 7 | (12–9) | Toma 5  | Gradski vrt Hall, Eszék Nézőszám: 3500 Játékvezetők: Stanojević, Višekruna (SRB) |
| 2009. január 17. 20:30 | Jegyzőkönyv         |        |         | Gradski vrt Hall, Eszék Nézőszám: 3500 Játékvezetők: Stanojević, Višekruna (SRB) |

| 2009. január 18. 15:00 | Ausztrália  | 12–47  | Szlovákia | Gradski vrat Hall, Eszék Nézőszám: 1500 Játékvezetők: Stanojević, Višekruna (SRB) |
| 2009. január 18. 15:00 | Fletcher 6  | (6–20) | Urban 7   | Gradski vrat Hall, Eszék Nézőszám: 1500 Játékvezetők: Stanojević, Višekruna (SRB) |
| 2009. január 18. 15:00 | Jegyzőkönyv |        |           | Gradski vrat Hall, Eszék Nézőszám: 1500 Játékvezetők: Stanojević, Višekruna (SRB) |

| 2009. január 18. 17:00 | Románia     | 27–30   | Magyarország | Gradski vrat Hall, Eszék Nézőszám: 3000 Játékvezetők: Olesen, Pedersen (DEN) |
| 2009. január 18. 17:00 | Piriianu 6  | (16–13) | Nagy 8       | Gradski vrat Hall, Eszék Nézőszám: 3000 Játékvezetők: Olesen, Pedersen (DEN) |
| 2009. január 18. 17:00 | Jegyzőkönyv |         |              | Gradski vrat Hall, Eszék Nézőszám: 3000 Játékvezetők: Olesen, Pedersen (DEN) |

| 2009. január 18. 19:00 | Argentína            | 26–33   | Franciaország | Gradski vrat Hall, Eszék Nézőszám: 2500 Játékvezetők: Gubica, Milošević (CRO) |
| 2009. január 18. 19:00 | Kogovsek, Migueles 5 | (15–19) | Guigou 7      | Gradski vrat Hall, Eszék Nézőszám: 2500 Játékvezetők: Gubica, Milošević (CRO) |
| 2009. január 18. 19:00 | Jegyzőkönyv          |         |               | Gradski vrat Hall, Eszék Nézőszám: 2500 Játékvezetők: Gubica, Milošević (CRO) |

| 2009. január 19. 15:30 | Románia     | 30–26   | Argentína  | Gradski vrat Hall, Eszék Nézőszám: 1500 Játékvezetők: Karabas-Chi, Kolahdouzan (IRN) |
| 2009. január 19. 15:30 | Ghionea 9   | (15–13) | Kogovsek 7 | Gradski vrat Hall, Eszék Nézőszám: 1500 Játékvezetők: Karabas-Chi, Kolahdouzan (IRN) |
| 2009. január 19. 15:30 | Jegyzőkönyv |         |            | Gradski vrat Hall, Eszék Nézőszám: 1500 Játékvezetők: Karabas-Chi, Kolahdouzan (IRN) |

| 2009. január 19. 17:30 | Magyarország               | 24–24  | Szlovákia | Gradski vrat Hall, Eszék Nézőszám: 2500 Játékvezetők: Gubica, Milošević (CRO) |
| 2009. január 19. 17:30 | Ilyés, Iváncsik G., Nagy 5 | (12–6) | Sulc 9    | Gradski vrat Hall, Eszék Nézőszám: 2500 Játékvezetők: Gubica, Milošević (CRO) |
| 2009. január 19. 17:30 | Jegyzőkönyv                |        |           | Gradski vrat Hall, Eszék Nézőszám: 2500 Játékvezetők: Gubica, Milošević (CRO) |

| 2009. január 19. 19:30 | Franciaország  | 42–11  | Ausztrália | Gradski vrat Hall, Eszék Nézőszám: 1500 Játékvezetők: Olesen, Pedersen (DEN) |
| 2009. január 19. 19:30 | Abalo 10       | (20–3) | Fletcher 4 | Gradski vrat Hall, Eszék Nézőszám: 1500 Játékvezetők: Olesen, Pedersen (DEN) |
| 2009. január 19. 19:30 | ] Jegyzőkönyv] |        |            | Gradski vrat Hall, Eszék Nézőszám: 1500 Játékvezetők: Olesen, Pedersen (DEN) |

| 2009. január 21. 15:00 | Ausztrália     | 20–40  | Románia  | Gradski vrat Hall, Eszék Nézőszám: 1000 Játékvezetők: Gubica, Milošević (CRO) |
| 2009. január 21. 15:00 | Blondell 8     | (9–21) | Cozma 10 | Gradski vrat Hall, Eszék Nézőszám: 1000 Játékvezetők: Gubica, Milošević (CRO) |
| 2009. január 21. 15:00 | ] Jegyzőkönyv] |        |          | Gradski vrat Hall, Eszék Nézőszám: 1000 Játékvezetők: Gubica, Milošević (CRO) |

| 2009. január 21. 17:00 | Magyarország   | 31–20  | Argentína        | Gradski vrat Hall, Eszék Nézőszám: 2500 Játékvezetők: Stanojević, Višekruna (SRB) |
| 2009. január 21. 17:00 | Mocsai 6       | (17–8) | Kogovsek, Gull 4 | Gradski vrat Hall, Eszék Nézőszám: 2500 Játékvezetők: Stanojević, Višekruna (SRB) |
| 2009. január 21. 17:00 | ] Jegyzőkönyv] |        |                  | Gradski vrat Hall, Eszék Nézőszám: 2500 Játékvezetők: Stanojević, Višekruna (SRB) |

| 2009. január 21. 19:00 | Szlovákia   | 26–35  | Franciaország | Gradski vrat Hall, Eszék Nézőszám: 2500 Játékvezetők: Karabas-Chi, Kolahdouzan (IRN) |
| 2009. január 21. 19:00 | Antl 7      | (9–15) | Karabatić 9   | Gradski vrat Hall, Eszék Nézőszám: 2500 Játékvezetők: Karabas-Chi, Kolahdouzan (IRN) |
| 2009. január 21. 19:00 | Jegyzőkönyv |        |               | Gradski vrat Hall, Eszék Nézőszám: 2500 Játékvezetők: Karabas-Chi, Kolahdouzan (IRN) |

| 2009. január 22. 15:00 | Argentína      | 36–16 | Ausztrália | Gradski vrat Hall, Eszék Nézőszám: 1000 Játékvezetők: Gubica, Milošević (CRO) |
| 2009. január 22. 15:00 | Torres 7       | (–)   | Fletcher 4 | Gradski vrat Hall, Eszék Nézőszám: 1000 Játékvezetők: Gubica, Milošević (CRO) |
| 2009. január 22. 15:00 | ] Jegyzőkönyv] |       |            | Gradski vrat Hall, Eszék Nézőszám: 1000 Játékvezetők: Gubica, Milošević (CRO) |

| 2009. január 22. 17:00 | Szlovákia      | 28–23   | Románia             | Gradski vrat Hall, Eszék Nézőszám: 3500 Játékvezetők: Olesen, Pedersen (DEN) |
| 2009. január 22. 17:00 | Kukucka 8      | (12–13) | Ghionea, Piriianu 5 | Gradski vrat Hall, Eszék Nézőszám: 3500 Játékvezetők: Olesen, Pedersen (DEN) |
| 2009. január 22. 17:00 | ] Jegyzőkönyv] |         |                     | Gradski vrat Hall, Eszék Nézőszám: 3500 Játékvezetők: Olesen, Pedersen (DEN) |

| 2009. január 22. 19:00 | Franciaország                    | 27–22  | Magyarország | Gradski vrat Hall, Eszék Nézőszám: 3500 Játékvezetők: Stanojević, Višekruna (SRB) |
| 2009. január 22. 19:00 | Fernandez, Narcisse, Karabatić 5 | (13–8) | Gál 5        | Gradski vrat Hall, Eszék Nézőszám: 3500 Játékvezetők: Stanojević, Višekruna (SRB) |
| 2009. január 22. 19:00 | ] Jegyzőkönyv]                   |        |              | Gradski vrat Hall, Eszék Nézőszám: 3500 Játékvezetők: Stanojević, Višekruna (SRB) |

### B csoport (Split)
| Csapat        | M | Gy | D | V | G+  | G–  | Gk  | P  |
| ------------- | - | -- | - | - | --- | --- | --- | -- |
| Horvátország  | 5 | 5  | 0 | 0 | 170 | 115 | +55 | 10 |
| Svédország    | 5 | 4  | 0 | 1 | 162 | 118 | +44 | 8  |
| Dél-Korea     | 5 | 3  | 0 | 2 | 140 | 126 | +14 | 6  |
| Spanyolország | 5 | 2  | 0 | 3 | 167 | 127 | +40 | 4  |
| Kuba          | 5 | 1  | 0 | 4 | 106 | 181 | -75 | 2  |
| Kuvait        | 5 | 0  | 0 | 5 | 99  | 177 | -78 | 0  |

| 2009. január 16. 20:30 | Horvátország | 27–26   | Dél-Korea   | Spaladium Arena, Split Nézőszám: 12 000 Játékvezetők: Lemme, Ullrich (GER) |
| 2009. január 16. 20:30 | Čupić 8      | (14–13) | Sim, Park 5 | Spaladium Arena, Split Nézőszám: 12 000 Játékvezetők: Lemme, Ullrich (GER) |
| 2009. január 16. 20:30 | Jegyzőkönyv  |         |             | Spaladium Arena, Split Nézőszám: 12 000 Játékvezetők: Lemme, Ullrich (GER) |

| 2009. január 17. 16:30 | Spanyolország   | 47–17  | Kuvait      | Spaladium Arena, Split Nézőszám: 3000 Játékvezetők: Aires Menez, Aparecdio Pinto (BRA) |
| 2009. január 17. 16:30 | Rocas, García 7 | (18–9) | al-Samari 5 | Spaladium Arena, Split Nézőszám: 3000 Játékvezetők: Aires Menez, Aparecdio Pinto (BRA) |
| 2009. január 17. 16:30 | Jegyzőkönyv     |        |             | Spaladium Arena, Split Nézőszám: 3000 Játékvezetők: Aires Menez, Aparecdio Pinto (BRA) |

| 2009. január 17. 18:30 | Svédország            | 41–14  | Kuba            | Spaladium Arena, Split Nézőszám: 3500 Játékvezetők: Elmoamli, Sábán Ali (EGY) |
| 2009. január 17. 18:30 | Källman, Lennartson 6 | (19–7) | Diaz de Armas 5 | Spaladium Arena, Split Nézőszám: 3500 Játékvezetők: Elmoamli, Sábán Ali (EGY) |
| 2009. január 17. 18:30 | Jegyzőkönyv           |        |                 | Spaladium Arena, Split Nézőszám: 3500 Játékvezetők: Elmoamli, Sábán Ali (EGY) |

| 2009. január 18. 16:30 | Kuba                  | 20–45   | Spanyolország | Spaladium Arena, Split Nézőszám: 1000 Játékvezetők: Aires Menez, Aparecdio Pinto (BRA) |
| 2009. január 18. 16:30 | Hechevarria Del Sol 5 | (10–24) | García 9      | Spaladium Arena, Split Nézőszám: 1000 Játékvezetők: Aires Menez, Aparecdio Pinto (BRA) |
| 2009. január 18. 16:30 | Jegyzőkönyv           |         |               | Spaladium Arena, Split Nézőszám: 1000 Játékvezetők: Aires Menez, Aparecdio Pinto (BRA) |

| 2009. január 18. 18:30 | Dél-Korea   | 25–31   | Svédország | Spaladium Arena, Split Nézőszám: 3000 Játékvezetők: Din, Dinu (ROU) |
| 2009. január 18. 18:30 | Park 6      | (12–36) | Källman 10 | Spaladium Arena, Split Nézőszám: 3000 Játékvezetők: Din, Dinu (ROU) |
| 2009. január 18. 18:30 | Jegyzőkönyv |         |            | Spaladium Arena, Split Nézőszám: 3000 Játékvezetők: Din, Dinu (ROU) |

| 2009. január 18. 20:30 | Kuvait         | 21–40   | Horvátország | Spaladium Arena, Split Nézőszám: 10 000 Játékvezetők: Elmoamli, Sábán Ali (EGY) |
| 2009. január 18. 20:30 | Algharaballi 5 | (13–22) | Šprem 8      | Spaladium Arena, Split Nézőszám: 10 000 Játékvezetők: Elmoamli, Sábán Ali (EGY) |
| 2009. január 18. 20:30 | Jegyzőkönyv    |         |              | Spaladium Arena, Split Nézőszám: 10 000 Játékvezetők: Elmoamli, Sábán Ali (EGY) |

| 2009. január 19. 16:30 | Dél-Korea      | 34–19  | Kuvait                                                    | Spaladium Arena, Split Nézőszám: 1000 Játékvezetők: Din, Dinu (ROU) |
| 2009. január 19. 16:30 | Yoon 7         | (15–9) | Al-Shamari, Al-Theyab, Al-Anezi, Al-Otaibi, Abdul-Redha 3 | Spaladium Arena, Split Nézőszám: 1000 Játékvezetők: Din, Dinu (ROU) |
| 2009. január 19. 16:30 | ] Jegyzőkönyv] |        |                                                           | Spaladium Arena, Split Nézőszám: 1000 Játékvezetők: Din, Dinu (ROU) |

| 2009. január 19. 18:30 | Svédország     | 34–30   | Spanyolország | Spaladium Arena, Split Nézőszám: 5000 Játékvezetők: Lemme, Ullrich (GER) |
| 2009. január 19. 18:30 | Doder 11       | (19–13) | Romero 11     | Spaladium Arena, Split Nézőszám: 5000 Játékvezetők: Lemme, Ullrich (GER) |
| 2009. január 19. 18:30 | ] Jegyzőkönyv] |         |               | Spaladium Arena, Split Nézőszám: 5000 Játékvezetők: Lemme, Ullrich (GER) |

| 2009. január 19. 20:30 | Horvátország | 41–20  | Kuba                | Spaladium Arena, Split Nézőszám: 11 800 Játékvezetők: Aires Menez, Aparecdio Pinto (BRA) |
| 2009. január 19. 20:30 | Čupić 8      | (20–9) | Echavarria, Carol 5 | Spaladium Arena, Split Nézőszám: 11 800 Játékvezetők: Aires Menez, Aparecdio Pinto (BRA) |
| 2009. január 19. 20:30 | Jegyzőkönyv  |        |                     | Spaladium Arena, Split Nézőszám: 11 800 Játékvezetők: Aires Menez, Aparecdio Pinto (BRA) |

| 2009. január 21. 16:30 | Kuba                                                                         | 26–31   | Dél-Korea | Spaladium Arena, Split Nézőszám: 500 Játékvezetők: Lemme, Ullrich (GER) |
| 2009. január 21. 16:30 | Turino Noa, Diaz de Armas, Cuni Morales, Echevarria Del Sol, Amador Salina 4 | (13–17) | Lee J. 10 | Spaladium Arena, Split Nézőszám: 500 Játékvezetők: Lemme, Ullrich (GER) |
| 2009. január 21. 16:30 | ] Jegyzőkönyv]                                                               |         |           | Spaladium Arena, Split Nézőszám: 500 Játékvezetők: Lemme, Ullrich (GER) |

| 2009. január 21. 18:30 | Svédország     | 30–19  | Kuvait      | Spaladium Arena, Split Nézőszám: 6000 Játékvezetők: Elmoamli, Sábán Ali (EGY) |
| 2009. január 21. 18:30 | Larholm 6      | (17–9) | Al-Hajeri 5 | Spaladium Arena, Split Nézőszám: 6000 Játékvezetők: Elmoamli, Sábán Ali (EGY) |
| 2009. január 21. 18:30 | ] Jegyzőkönyv] |        |             | Spaladium Arena, Split Nézőszám: 6000 Játékvezetők: Elmoamli, Sábán Ali (EGY) |

| 2009. január 21. 20:30 | Spanyolország | 22–32   | Horvátország | Spaladium Arena, Split Nézőszám: 12 000 Játékvezetők: Din, Dinu (ROU) |
| 2009. január 21. 20:30 | Romero 5      | (11–18) | Duvnjak 7    | Spaladium Arena, Split Nézőszám: 12 000 Játékvezetők: Din, Dinu (ROU) |
| 2009. január 21. 20:30 | Jegyzőkönyv   |         |              | Spaladium Arena, Split Nézőszám: 12 000 Játékvezetők: Din, Dinu (ROU) |

| 2009. január 22. 16:30 | Kuvait                       | 23–26  | Kuba          | Spaladium Arena, Split Nézőszám: 500 Játékvezetők: Aires Menez, Aparecdio Pinto (BRA) |
| 2009. január 22. 16:30 | H. Alshamari, F. Alshamari 5 | (9–12) | Carol Marzo 8 | Spaladium Arena, Split Nézőszám: 500 Játékvezetők: Aires Menez, Aparecdio Pinto (BRA) |
| 2009. január 22. 16:30 | ] Jegyzőkönyv]               |        |               | Spaladium Arena, Split Nézőszám: 500 Játékvezetők: Aires Menez, Aparecdio Pinto (BRA) |

| 2009. január 22. 18:30 | Spanyolország   | 23–24   | Dél-Korea | Spaladium Arena, Split Nézőszám: 8000 Játékvezetők: Din, Dinu (ROU) |
| 2009. január 22. 18:30 | Rocas, Romero 5 | (15–14) | Yun-suk 6 | Spaladium Arena, Split Nézőszám: 8000 Játékvezetők: Din, Dinu (ROU) |
| 2009. január 22. 18:30 | ] Jegyzőkönyv]  |         |           | Spaladium Arena, Split Nézőszám: 8000 Játékvezetők: Din, Dinu (ROU) |

| 2009. január 22. 20:30 | Horvátország   | 30–26   | Svédország       | Spaladium Arena, Split Nézőszám: 12 000 Játékvezetők: Lemme, Ullrich (GER) |
| 2009. január 22. 20:30 | Čupić 8        | (14–13) | Doder, Larholm 7 | Spaladium Arena, Split Nézőszám: 12 000 Játékvezetők: Lemme, Ullrich (GER) |
| 2009. január 22. 20:30 | ] Jegyzőkönyv] |         |                  | Spaladium Arena, Split Nézőszám: 12 000 Játékvezetők: Lemme, Ullrich (GER) |

### C csoport (Varasd)
| Csapat        | M | Gy | D | V | G+  | G–  | Gk  | P |
| ------------- | - | -- | - | - | --- | --- | --- | - |
| Németország   | 5 | 4  | 1 | 0 | 147 | 116 | +31 | 9 |
| Macedónia     | 5 | 3  | 0 | 2 | 145 | 136 | +9  | 6 |
| Lengyelország | 5 | 3  | 0 | 2 | 146 | 131 | +15 | 6 |
| Oroszország   | 5 | 2  | 1 | 2 | 143 | 145 | -2  | 5 |
| Tunézia       | 5 | 2  | 0 | 3 | 143 | 142 | +1  | 4 |
| Algéria       | 5 | 0  | 0 | 5 | 114 | 168 | -54 | 0 |

| 2009. január 17. 15:30 | Lengyelország         | 39–22  | Algéria    | Varasd Arena, Varasd Nézőszám: 3500 Játékvezetők: Opava, Valek (CZE) |
| 2009. január 17. 15:30 | Jurasik, Tłuczyński 6 | (17–8) | Chehbour 6 | Varasd Arena, Varasd Nézőszám: 3500 Játékvezetők: Opava, Valek (CZE) |
| 2009. január 17. 15:30 | Jegyzőkönyv           |        |            | Varasd Arena, Varasd Nézőszám: 3500 Játékvezetők: Opava, Valek (CZE) |

| 2009. január 17. 17:30 | Németország | 26–26   | Oroszország             | Varasd Arena, Varasd Nézőszám: 4600 Játékvezetők: Gjending, Hansen (DEN) |
| 2009. január 17. 17:30 | Hens 9      | (15–14) | Rasztvorcev, Igropulo 5 | Varasd Arena, Varasd Nézőszám: 4600 Játékvezetők: Gjending, Hansen (DEN) |
| 2009. január 17. 17:30 | Jegyzőkönyv |         |                         | Varasd Arena, Varasd Nézőszám: 4600 Játékvezetők: Gjending, Hansen (DEN) |

| 2009. január 17. 19:30 | Macedónia   | 24–25   | Tunézia | Varasd Arena, Varasd Nézőszám: 3500 Játékvezetők: Cacador, Nicolau (POR) |
| 2009. január 17. 19:30 | Lazarov 9   | (14–13) | Tej 6   | Varasd Arena, Varasd Nézőszám: 3500 Játékvezetők: Cacador, Nicolau (POR) |
| 2009. január 17. 19:30 | Jegyzőkönyv |         |         | Varasd Arena, Varasd Nézőszám: 3500 Játékvezetők: Cacador, Nicolau (POR) |

| 2009. január 18. 15:30 | Algéria     | 19–32  | Macedónia | Varasd Arena, Varasd Nézőszám: 2000 Játékvezetők: Gjending, Hansen (DEN) |
| 2009. január 18. 15:30 | Chehbour 6  | (8–16) | Lazarov 9 | Varasd Arena, Varasd Nézőszám: 2000 Játékvezetők: Gjending, Hansen (DEN) |
| 2009. január 18. 15:30 | Jegyzőkönyv |        |           | Varasd Arena, Varasd Nézőszám: 2000 Játékvezetők: Gjending, Hansen (DEN) |

| 2009. január 18. 17:30 | Tunézia     | 24–26   | Németország | Varasd Arena, Varasd Nézőszám: 3500 Játékvezetők: Opava, Valek (CZE) |
| 2009. január 18. 17:30 | Hammed 9    | (12–12) | Hens 6      | Varasd Arena, Varasd Nézőszám: 3500 Játékvezetők: Opava, Valek (CZE) |
| 2009. január 18. 17:30 | Jegyzőkönyv |         |             | Varasd Arena, Varasd Nézőszám: 3500 Játékvezetők: Opava, Valek (CZE) |

| 2009. január 18. 19:30 | Oroszország | 22–24   | Lengyelország                 | Varasd Arena, Varasd Nézőszám: 3000 Játékvezetők: Krstić, Ljubić (SLO) |
| 2009. január 18. 19:30 | Igropulo 6  | (14–11) | Lijewski, Bielecki, Jurasik 4 | Varasd Arena, Varasd Nézőszám: 3000 Játékvezetők: Krstić, Ljubić (SLO) |
| 2009. január 18. 19:30 | Jegyzőkönyv |         |                               | Varasd Arena, Varasd Nézőszám: 3000 Játékvezetők: Krstić, Ljubić (SLO) |

| 2009. január 19. 15:30 | Lengyelország           | 29–30   | Macedónia  | Varasd Arena, Varasd Nézőszám: 1500 Játékvezetők: Cacador, Nicolau (POR) |
| 2009. január 19. 15:30 | M. Lijewski, Bielecki 7 | (15–16) | Lazarov 13 | Varasd Arena, Varasd Nézőszám: 1500 Játékvezetők: Cacador, Nicolau (POR) |
| 2009. január 19. 15:30 | ] Jegyzőkönyv]          |         |            | Varasd Arena, Varasd Nézőszám: 1500 Játékvezetők: Cacador, Nicolau (POR) |

| 2009. január 19. 17:30 | Németország | 32–20   | Algéria   | Varasd Arena, Varasd Nézőszám: 1500 Játékvezetők: Krstić, Ljubić (SLO) |
| 2009. január 19. 17:30 | Jansen 6    | (16–10) | Berriah 8 | Varasd Arena, Varasd Nézőszám: 1500 Játékvezetők: Krstić, Ljubić (SLO) |
| 2009. január 19. 17:30 | Jegyzőkönyv |         |           | Varasd Arena, Varasd Nézőszám: 1500 Játékvezetők: Krstić, Ljubić (SLO) |

| 2009. január 19. 19:30 | Oroszország         | 36–31   | Tunézia  | Varasd Arena, Varasd Nézőszám: 1000 Játékvezetők: Gjending, Hansen (DEN) |
| 2009. január 19. 19:30 | Filipov, Kovaljev 7 | (16–11) | Touati 9 | Varasd Arena, Varasd Nézőszám: 1000 Játékvezetők: Gjending, Hansen (DEN) |
| 2009. január 19. 19:30 | Jegyzőkönyv         |         |          | Varasd Arena, Varasd Nézőszám: 1000 Játékvezetők: Gjending, Hansen (DEN) |

| 2009. január 21. 15:30 | Algéria        | 28–29   | Oroszország | Varasd Arena, Varasd Nézőszám: 2000 Játékvezetők: Cacador, Nicolau (POR) |
| 2009. január 21. 15:30 | Boudrali 6     | (14–17) | Filipov 9   | Varasd Arena, Varasd Nézőszám: 2000 Játékvezetők: Cacador, Nicolau (POR) |
| 2009. január 21. 15:30 | ] Jegyzőkönyv] |         |             | Varasd Arena, Varasd Nézőszám: 2000 Játékvezetők: Cacador, Nicolau (POR) |

| 2009. január 21. 17:30 | Macedónia      | 23–33   | Németország | Varasd Arena, Varasd Nézőszám: 3800 Játékvezetők: Opava, Valek (CZE) |
| 2009. január 21. 17:30 | Lazarov 9      | (14–13) | Glandorf 9  | Varasd Arena, Varasd Nézőszám: 3800 Játékvezetők: Opava, Valek (CZE) |
| 2009. január 21. 17:30 | ] Jegyzőkönyv] |         |             | Varasd Arena, Varasd Nézőszám: 3800 Játékvezetők: Opava, Valek (CZE) |

| 2009. január 21. 19:30 | Lengyelország | 31–27   | Tunézia  | Varasd Arena, Varasd Nézőszám: 800 Játékvezetők: Krstić, Ljubić (SLO) |
| 2009. január 21. 19:30 | Tluczynski 11 | (16–11) | Hedoui 6 | Varasd Arena, Varasd Nézőszám: 800 Játékvezetők: Krstić, Ljubić (SLO) |
| 2009. január 21. 19:30 | Jegyzőkönyv   |         |          | Varasd Arena, Varasd Nézőszám: 800 Játékvezetők: Krstić, Ljubić (SLO) |

| 2009. január 22. 15:30 | Macedónia      | 36–30   | Oroszország | Varasd Arena, Varasd Nézőszám: 4000 Játékvezetők: Gjending, Hansen (DEN) |
| 2009. január 22. 15:30 | Lazarov 13     | (15–14) | Igropulo 13 | Varasd Arena, Varasd Nézőszám: 4000 Játékvezetők: Gjending, Hansen (DEN) |
| 2009. január 22. 15:30 | ] Jegyzőkönyv] |         |             | Varasd Arena, Varasd Nézőszám: 4000 Játékvezetők: Gjending, Hansen (DEN) |

| 2009. január 22. 17:30 | Németország    | 30–23   | Lengyelország | Varasd Arena, Varasd Nézőszám: 4000 Játékvezetők: Cacador, Nicolau (POR) |
| 2009. január 22. 17:30 | Kraus 7        | (14–11) | Tluczynski 6  | Varasd Arena, Varasd Nézőszám: 4000 Játékvezetők: Cacador, Nicolau (POR) |
| 2009. január 22. 17:30 | ] Jegyzőkönyv] |         |               | Varasd Arena, Varasd Nézőszám: 4000 Játékvezetők: Cacador, Nicolau (POR) |

| 2009. január 22. 19:30 | Tunézia        | 36–25   | Algéria   | Varasd Arena, Varasd Nézőszám: 300 Játékvezetők: Opava, Valek (CZE) |
| 2009. január 22. 19:30 | Touati 12      | (18–11) | Bouakaz 5 | Varasd Arena, Varasd Nézőszám: 300 Játékvezetők: Opava, Valek (CZE) |
| 2009. január 22. 19:30 | ] Jegyzőkönyv] |         |           | Varasd Arena, Varasd Nézőszám: 300 Játékvezetők: Opava, Valek (CZE) |

### D csoport (Poreč)
| Csapat       | M | Gy | D | V | G+  | G–  | Gk  | P  |
| ------------ | - | -- | - | - | --- | --- | --- | -- |
| Dánia        | 5 | 5  | 0 | 0 | 167 | 121 | +46 | 10 |
| Szerbia      | 5 | 3  | 0 | 2 | 161 | 146 | +15 | 6  |
| Norvégia     | 5 | 3  | 0 | 2 | 162 | 123 | +39 | 6  |
| Egyiptom     | 5 | 2  | 0 | 3 | 110 | 126 | -16 | 4  |
| Brazília     | 5 | 2  | 0 | 3 | 128 | 158 | -30 | 4  |
| Szaúd-Arábia | 5 | 0  | 0 | 5 | 107 | 161 | -54 | 0  |

| 2009. január 17. 16:15 | Norvégia    | 39–23   | Szaúd-Arábia | Sport centar Žatika, Poreč Nézőszám: 2000 Játékvezetők: Gatelis, Mazeika (LTU) |
| 2009. január 17. 16:15 | Mamelund 8  | (19–10) | al-Harbi 6   | Sport centar Žatika, Poreč Nézőszám: 2000 Játékvezetők: Gatelis, Mazeika (LTU) |
| 2009. január 17. 16:15 | Jegyzőkönyv |         |              | Sport centar Žatika, Poreč Nézőszám: 2000 Játékvezetők: Gatelis, Mazeika (LTU) |

| 2009. január 17. 18:15 | Egyiptom    | 22–30   | Szerbia      | Sport centar Žatika, Poreč Nézőszám: 2500 Játékvezetők: Baum, Goralczyk (POL) |
| 2009. január 17. 18:15 | Áhmar 8     | (12–12) | Stojanović 6 | Sport centar Žatika, Poreč Nézőszám: 2500 Játékvezetők: Baum, Goralczyk (POL) |
| 2009. január 17. 18:15 | Jegyzőkönyv |         |              | Sport centar Žatika, Poreč Nézőszám: 2500 Játékvezetők: Baum, Goralczyk (POL) |

| 2009. január 17. 20:15 | Dánia          | 40–27   | Brazília   | Sport centar Žatika, Poreč Nézőszám: 2200 Játékvezetők: Gousko, Repkin (BLR) |
| 2009. január 17. 20:15 | Christiansen 8 | (19–12) | Da Silva 6 | Sport centar Žatika, Poreč Nézőszám: 2200 Játékvezetők: Gousko, Repkin (BLR) |
| 2009. január 17. 20:15 | Jegyzőkönyv    |         |            | Sport centar Žatika, Poreč Nézőszám: 2200 Játékvezetők: Gousko, Repkin (BLR) |

| 2009. január 18. 16:15 | Brazília           | 21–39  | Norvégia   | Sport centar Žatika, Poreč Nézőszám: 1500 Játékvezetők: Baum, Goralczyk (POL) |
| 2009. január 18. 16:15 | Da Silva, Hubner 4 | (8–17) | Bjornsen 7 | Sport centar Žatika, Poreč Nézőszám: 1500 Játékvezetők: Baum, Goralczyk (POL) |
| 2009. január 18. 16:15 | Jegyzőkönyv        |        |            | Sport centar Žatika, Poreč Nézőszám: 1500 Játékvezetők: Baum, Goralczyk (POL) |

| 2009. január 18. 18:15 | Szaúd-Arábia | 18–26  | Egyiptom  | Sport centar Žatika, Poreč Nézőszám: 1500 Játékvezetők: Lazaar, Reveret (FRA) |
| 2009. január 18. 18:15 | Alharbi 9    | (8–12) | Hussein 7 | Sport centar Žatika, Poreč Nézőszám: 1500 Játékvezetők: Lazaar, Reveret (FRA) |
| 2009. január 18. 18:15 | Jegyzőkönyv  |        |           | Sport centar Žatika, Poreč Nézőszám: 1500 Játékvezetők: Lazaar, Reveret (FRA) |

| 2009. január 18. 20:15 | Szerbia     | 36–37   | Dánia      | Sport centar Žatika, Poreč Nézőszám: 3500 Játékvezetők: Gousko, Repkin (BLR) |
| 2009. január 18. 20:15 | Ilić 10     | (22–16) | Lindberg 8 | Sport centar Žatika, Poreč Nézőszám: 3500 Játékvezetők: Gousko, Repkin (BLR) |
| 2009. január 18. 20:15 | Jegyzőkönyv |         |            | Sport centar Žatika, Poreč Nézőszám: 3500 Játékvezetők: Gousko, Repkin (BLR) |

| 2009. január 19. 17:00 | Brazília    | 32–30   | Szerbia | Sport centar Žatika, Poreč Nézőszám: 1000 Játékvezetők: Lazaar, Reveret (FRA) |
| 2009. január 19. 17:00 | Riberio 10  | (14–14) | Ilić 7  | Sport centar Žatika, Poreč Nézőszám: 1000 Játékvezetők: Lazaar, Reveret (FRA) |
| 2009. január 19. 17:00 | Jegyzőkönyv |         |         | Sport centar Žatika, Poreč Nézőszám: 1000 Játékvezetők: Lazaar, Reveret (FRA) |

| 2009. január 19. 19:10 | Norvégia       | 30–20   | Egyiptom  | Sport centar Žatika, Poreč Nézőszám: 1650 Játékvezetők: Gatelis, Mazeika (LTU) |
| 2009. január 19. 19:10 | Kjelling 9     | (14–10) | Hussein 9 | Sport centar Žatika, Poreč Nézőszám: 1650 Játékvezetők: Gatelis, Mazeika (LTU) |
| 2009. január 19. 19:10 | ] Jegyzőkönyv] |         |           | Sport centar Žatika, Poreč Nézőszám: 1650 Játékvezetők: Gatelis, Mazeika (LTU) |

| 2009. január 19. 21:15 | Dánia          | 32–13  | Szaúd-Arábia | Sport centar Žatika, Poreč Nézőszám: 800 Játékvezetők: Baum, Goralczyk (POL) |
| 2009. január 19. 21:15 | Eggert 10      | (17–4) | Al-Habib 6   | Sport centar Žatika, Poreč Nézőszám: 800 Játékvezetők: Baum, Goralczyk (POL) |
| 2009. január 19. 21:15 | ] Jegyzőkönyv] |        |              | Sport centar Žatika, Poreč Nézőszám: 800 Játékvezetők: Baum, Goralczyk (POL) |

| 2009. január 21. 17:00 | Szaúd-Arábia   | 24–26   | Brazília  | Sport centar Žatika, Poreč Nézőszám: 1000 Játékvezetők: Gatelis, Mazeika (LTU) |
| 2009. január 21. 17:00 | Al-Harbi 9     | (10–14) | Ribeiro 9 | Sport centar Žatika, Poreč Nézőszám: 1000 Játékvezetők: Gatelis, Mazeika (LTU) |
| 2009. január 21. 17:00 | ] Jegyzőkönyv] |         |           | Sport centar Žatika, Poreč Nézőszám: 1000 Játékvezetők: Gatelis, Mazeika (LTU) |

| 2009. január 21. 19:10 | Norvégia       | 26–27   | Szerbia | Sport centar Žatika, Poreč Nézőszám: 3500 Játékvezetők: Baum, Goralczyk (POL) |
| 2009. január 21. 19:10 | Loke 6         | (10–12) | Vujin 8 | Sport centar Žatika, Poreč Nézőszám: 3500 Játékvezetők: Baum, Goralczyk (POL) |
| 2009. január 21. 19:10 | ] Jegyzőkönyv] |         |         | Sport centar Žatika, Poreč Nézőszám: 3500 Játékvezetők: Baum, Goralczyk (POL) |

| 2009. január 21. 21:15 | Egyiptom       | 17–26  | Dánia          | Sport centar Žatika, Poreč Nézőszám: 1200 Játékvezetők: Lazaar, Reveret (FRA) |
| 2009. január 21. 21:15 | Hussein 4      | (7–12) | Christiansen 7 | Sport centar Žatika, Poreč Nézőszám: 1200 Játékvezetők: Lazaar, Reveret (FRA) |
| 2009. január 21. 21:15 | ] Jegyzőkönyv] |        |                | Sport centar Žatika, Poreč Nézőszám: 1200 Játékvezetők: Lazaar, Reveret (FRA) |

| 2009. január 22. 16:15 | Szerbia               | 38–29   | Szaúd-Arábia | Sport centar Žatika, Poreč Nézőszám: 800 Játékvezetők: Gatelis, Mazeika (LTU) |
| 2009. január 22. 16:15 | Bojinović, Marković 6 | (21–13) | Al-Habib 7   | Sport centar Žatika, Poreč Nézőszám: 800 Játékvezetők: Gatelis, Mazeika (LTU) |
| 2009. január 22. 16:15 | ] Jegyzőkönyv]        |         |              | Sport centar Žatika, Poreč Nézőszám: 800 Játékvezetők: Gatelis, Mazeika (LTU) |

| 2009. január 22. 18:15 | Egyiptom       | 25–22  | Brazília  | Sport centar Žatika, Poreč Nézőszám: 2000 Játékvezetők: Lazaar, Reveret (FRA) |
| 2009. január 22. 18:15 | Hussein 6      | (13–6) | Ribeiro 5 | Sport centar Žatika, Poreč Nézőszám: 2000 Játékvezetők: Lazaar, Reveret (FRA) |
| 2009. január 22. 18:15 | ] Jegyzőkönyv] |        |           | Sport centar Žatika, Poreč Nézőszám: 2000 Játékvezetők: Lazaar, Reveret (FRA) |

| 2009. január 22. 20:15 | Dánia          | 32–28   | Norvégia   | Sport centar Žatika, Poreč Nézőszám: 3200 Játékvezetők: Gousko, Repkin (BLR) |
| 2009. január 22. 20:15 | Hansen 10      | (16–14) | Kjelling 9 | Sport centar Žatika, Poreč Nézőszám: 3200 Játékvezetők: Gousko, Repkin (BLR) |
| 2009. január 22. 20:15 | ] Jegyzőkönyv] |         |            | Sport centar Žatika, Poreč Nézőszám: 3200 Játékvezetők: Gousko, Repkin (BLR) |

## Középdöntők
A csoportkör első három helyezettje jutott tovább a középdöntőbe. A csapatok az egymás elleni eredményeiket magukkal hozták, és csak a másik csoport csapataival játszottak. A középdöntő első két helyezettje jutott az elődöntőbe.
| Színmagyarázat                                                                                               |
| --- |
| A csoportok első két helyezettje bejut az elődöntőbe.                                                        |
| A csoportok harmadik, negyedik, ötödik és hatodik helyezettjei a további helyosztó mérkőzéseken játszhattak. |

### 1. csoport (Zágráb)
| Csapat        | M | Gy | D | V | G+  | G–  | Gk  | P  |
| ------------- | - | -- | - | - | --- | --- | --- | -- |
| Horvátország  | 5 | 5  | 0 | 0 | 137 | 118 | +19 | 10 |
| Franciaország | 5 | 4  | 0 | 1 | 139 | 112 | +27 | 8  |
| Magyarország  | 5 | 2  | 1 | 2 | 127 | 135 | -8  | 5  |
| Svédország    | 5 | 2  | 0 | 3 | 135 | 140 | -5  | 4  |
| Szlovákia     | 5 | 1  | 1 | 3 | 124 | 137 | -13 | 3  |
| Dél-Korea     | 5 | 0  | 0 | 5 | 119 | 139 | -20 | 0  |

A mérkőzések időpontjai közép-európai idő szerint vannak megadva (UTC+1).
| 2009. január 24. 16:30 | Szlovákia      | 23–20   | Dél-Korea | Arena Zágráb, Zágráb Nézőszám: 3000 Játékvezetők: Gjending, Hansen (DEN) |
| 2009. január 24. 16:30 | Sulc 6         | (15–12) | Lee J. 8  | Arena Zágráb, Zágráb Nézőszám: 3000 Játékvezetők: Gjending, Hansen (DEN) |
| 2009. január 24. 16:30 | ] Jegyzőkönyv] |         |           | Arena Zágráb, Zágráb Nézőszám: 3000 Játékvezetők: Gjending, Hansen (DEN) |

| 2009. január 24. 18:30 | Franciaország       | 28–21   | Svédország  | Arena Zágráb, Zágráb Nézőszám: 13 000 Játékvezetők: Baum, Goralczyk (POL) |
| 2009. január 24. 18:30 | Karabatić, Guigou 7 | (16–10) | Andersson 5 | Arena Zágráb, Zágráb Nézőszám: 13 000 Játékvezetők: Baum, Goralczyk (POL) |
| 2009. január 24. 18:30 | Jegyzőkönyv         |         |             | Arena Zágráb, Zágráb Nézőszám: 13 000 Játékvezetők: Baum, Goralczyk (POL) |

| 2009. január 24. 20:30 | Magyarország | 22–27   | Horvátország | Arena Zágráb, Zágráb Nézőszám: 15 000 Játékvezetők: Olesen, Pedersen (DEN) |
| 2009. január 24. 20:30 | Nagy 6       | (12–14) | Čupić 6      | Arena Zágráb, Zágráb Nézőszám: 15 000 Játékvezetők: Olesen, Pedersen (DEN) |
| 2009. január 24. 20:30 | Jegyzőkönyv  |         |              | Arena Zágráb, Zágráb Nézőszám: 15 000 Játékvezetők: Olesen, Pedersen (DEN) |

| 2009. január 25. 16:30 | Svédország  | 30–31   | Magyarország | Arena Zágráb, Zágráb Nézőszám: 4000 Játékvezetők: Lemme, Ullrich (GER) |
| 2009. január 25. 16:30 | Källman 8   | (18–16) | Ilyés 8      | Arena Zágráb, Zágráb Nézőszám: 4000 Játékvezetők: Lemme, Ullrich (GER) |
| 2009. január 25. 16:30 | Jegyzőkönyv |         |              | Arena Zágráb, Zágráb Nézőszám: 4000 Játékvezetők: Lemme, Ullrich (GER) |

| 2009. január 25. 18:30 | Dél-Korea   | 21–30   | Franciaország   | Arena Zágráb, Zágráb Nézőszám: 10 000 Játékvezetők: Olesen, Pedersen (DEN) |
| 2009. január 25. 18:30 | Kim 5       | (15–15) | Abalo, Guigou 5 | Arena Zágráb, Zágráb Nézőszám: 10 000 Játékvezetők: Olesen, Pedersen (DEN) |
| 2009. január 25. 18:30 | Jegyzőkönyv |         |                 | Arena Zágráb, Zágráb Nézőszám: 10 000 Játékvezetők: Olesen, Pedersen (DEN) |

| 2009. január 25. 20:30 | Horvátország   | 31–25   | Szlovákia | Arena Zágráb, Zágráb Nézőszám: 15 000 Játékvezetők: Gousko, Repkin (BLR) |
| 2009. január 25. 20:30 | Hrvatin 6      | (18–13) | Sulc 7    | Arena Zágráb, Zágráb Nézőszám: 15 000 Játékvezetők: Gousko, Repkin (BLR) |
| 2009. január 25. 20:30 | ] Jegyzőkönyv] |         |           | Arena Zágráb, Zágráb Nézőszám: 15 000 Játékvezetők: Gousko, Repkin (BLR) |

| 2009. január 27. 16:30 | Magyarország   | 28–27   | Dél-Korea | Arena Zágráb, Zágráb Nézőszám: 800 Játékvezetők: Gousko, Repkin (BLR) |
| 2009. január 27. 16:30 | Császár 8      | (11–14) | J. Lee 7  | Arena Zágráb, Zágráb Nézőszám: 800 Játékvezetők: Gousko, Repkin (BLR) |
| 2009. január 27. 16:30 | ] Jegyzőkönyv] |         |           | Arena Zágráb, Zágráb Nézőszám: 800 Játékvezetők: Gousko, Repkin (BLR) |

| 2009. január 27. 18:30 | Szlovákia   | 26–27   | Svédország | Arena Zágráb, Zágráb Nézőszám: 10 000 Játékvezetők: Gjending, Hansen (DEN) |
| 2009. január 27. 18:30 | Kukucka 9   | (11–16) | Doder 11   | Arena Zágráb, Zágráb Nézőszám: 10 000 Játékvezetők: Gjending, Hansen (DEN) |
| 2009. január 27. 18:30 | Jegyzőkönyv |         |            | Arena Zágráb, Zágráb Nézőszám: 10 000 Játékvezetők: Gjending, Hansen (DEN) |

| 2009. január 27. 20:30 | Franciaország | 19–22  | Horvátország | Arena Zágráb, Zágráb Nézőszám: 15 000 Játékvezetők: Baum, Goralczyk (POL) |
| 2009. január 27. 20:30 | Junillon 5    | (7–11) | Vori 8       | Arena Zágráb, Zágráb Nézőszám: 15 000 Játékvezetők: Baum, Goralczyk (POL) |
| 2009. január 27. 20:30 | Jegyzőkönyv   |        |              | Arena Zágráb, Zágráb Nézőszám: 15 000 Játékvezetők: Baum, Goralczyk (POL) |

### 2. csoport (Zára)
| Csapat        | M | Gy | D | V | G+  | G–  | Gk  | P |
| ------------- | - | -- | - | - | --- | --- | --- | - |
| Dánia         | 5 | 4  | 0 | 1 | 156 | 145 | +11 | 8 |
| Lengyelország | 5 | 3  | 0 | 2 | 150 | 141 | +9  | 6 |
| Németország   | 5 | 2  | 1 | 2 | 147 | 133 | +14 | 5 |
| Szerbia       | 5 | 2  | 1 | 2 | 153 | 161 | –8  | 5 |
| Norvégia      | 5 | 2  | 0 | 3 | 138 | 141 | -3  | 4 |
| Macedónia     | 5 | 1  | 0 | 4 | 132 | 155 | -23 | 2 |

A mérkőzések időpontjai közép-európai idő szerint vannak megadva (UTC+1).
| 2009. január 24. 15:30 | Macedónia   | 27–29   | Norvégia   | Krešimir Ćosić Hall, Zára Nézőszám: 4500 Játékvezetők: Cacodor, Nicolau (POR) |
| 2009. január 24. 15:30 | Lazarov 9   | (13–16) | Tvedten 10 | Krešimir Ćosić Hall, Zára Nézőszám: 4500 Játékvezetők: Cacodor, Nicolau (POR) |
| 2009. január 24. 15:30 | Jegyzőkönyv |         |            | Krešimir Ćosić Hall, Zára Nézőszám: 4500 Játékvezetők: Cacodor, Nicolau (POR) |

| 2009. január 24. 17:30 | Németország | 35–35   | Szerbia     | Krešimir Ćosić Hall, Zára Nézőszám: 4500 Játékvezetők: Lazaar, Reveret (FRA) |
| 2009. január 24. 17:30 | Jansen 10   | (16–19) | Bojinović 8 | Krešimir Ćosić Hall, Zára Nézőszám: 4500 Játékvezetők: Lazaar, Reveret (FRA) |
| 2009. január 24. 17:30 | Jegyzőkönyv |         |             | Krešimir Ćosić Hall, Zára Nézőszám: 4500 Játékvezetők: Lazaar, Reveret (FRA) |

| 2009. január 24. 20:15 | Lengyelország  | 32–28   | Dánia    | Krešimir Ćosić Hall, Zára Nézőszám: 1500 Játékvezetők: Din, Dinu (ROU) |
| 2009. január 24. 20:15 | Kuchczynski 9  | (20–12) | Boesen 6 | Krešimir Ćosić Hall, Zára Nézőszám: 1500 Játékvezetők: Din, Dinu (ROU) |
| 2009. január 24. 20:15 | ] Jegyzőkönyv] |         |          | Krešimir Ćosić Hall, Zára Nézőszám: 1500 Játékvezetők: Din, Dinu (ROU) |

| 2009. január 25. 15:30 | Szerbia     | 23–35  | Lengyelország | Krešimir Ćosić Hall, Zára Nézőszám: 2000 Játékvezetők: Cacador, Nicolau (POR) |
| 2009. január 25. 15:30 | Ilić 6      | (7–21) | Tluczynski 11 | Krešimir Ćosić Hall, Zára Nézőszám: 2000 Játékvezetők: Cacador, Nicolau (POR) |
| 2009. január 25. 15:30 | Jegyzőkönyv |        |               | Krešimir Ćosić Hall, Zára Nézőszám: 2000 Játékvezetők: Cacador, Nicolau (POR) |

| 2009. január 25. 17:30 | Norvégia            | 25–24   | Németország | Krešimir Ćosić Hall, Zára Nézőszám: 2500 Játékvezetők: Krstić, Ljubić (SLO) |
| 2009. január 25. 17:30 | Tvedten, Kjelling 7 | (12–12) | Glandorf 6  | Krešimir Ćosić Hall, Zára Nézőszám: 2500 Játékvezetők: Krstić, Ljubić (SLO) |
| 2009. január 25. 17:30 | Jegyzőkönyv         |         |             | Krešimir Ćosić Hall, Zára Nézőszám: 2500 Játékvezetők: Krstić, Ljubić (SLO) |

| 2009. január 25. 20:15 | Dánia          | 32–24   | Macedónia | Krešimir Ćosić Hall, Zára Nézőszám: 5500 Játékvezetők: Lazaar, Reveret (FRA) |
| 2009. január 25. 20:15 | Christiansen 8 | (13–12) | Lazarov 8 | Krešimir Ćosić Hall, Zára Nézőszám: 5500 Játékvezetők: Lazaar, Reveret (FRA) |
| 2009. január 25. 20:15 | ] Jegyzőkönyv] |         |           | Krešimir Ćosić Hall, Zára Nézőszám: 5500 Játékvezetők: Lazaar, Reveret (FRA) |

| 2009. január 27. 15:30 | Macedónia   | 28–32   | Szerbia | Krešimir Ćosić Hall, Zára Nézőszám: 3500 Játékvezetők: Krstić, Ljubić (SLO) |
| 2009. január 27. 15:30 | Lazarov 7   | (16–15) | Ilić 8  | Krešimir Ćosić Hall, Zára Nézőszám: 3500 Játékvezetők: Krstić, Ljubić (SLO) |
| 2009. január 27. 15:30 | Jegyzőkönyv |         |         | Krešimir Ćosić Hall, Zára Nézőszám: 3500 Játékvezetők: Krstić, Ljubić (SLO) |

| 2009. január 27. 17:30 | Németország | 25–27   | Dánia      | Krešimir Ćosić Hall, Zára Nézőszám: 3000 Játékvezetők: Din, Dinu (ROU) |
| 2009. január 27. 17:30 | Preiß 7     | (14–14) | Lindberg 6 | Krešimir Ćosić Hall, Zára Nézőszám: 3000 Játékvezetők: Din, Dinu (ROU) |
| 2009. január 27. 17:30 | Jegyzőkönyv |         |            | Krešimir Ćosić Hall, Zára Nézőszám: 3000 Játékvezetők: Din, Dinu (ROU) |

| 2009. január 27. 20:15 | Lengyelország | 31–30   | Norvégia   | Krešimir Ćosić Hall, Zára Nézőszám: 2500 Játékvezetők: Lazaar, Reveret (FRA) |
| 2009. január 27. 20:15 | Bielecki 5    | (14–14) | Kjelling 8 | Krešimir Ćosić Hall, Zára Nézőszám: 2500 Játékvezetők: Lazaar, Reveret (FRA) |
| 2009. január 27. 20:15 | Jegyzőkönyv   |         |            | Krešimir Ćosić Hall, Zára Nézőszám: 2500 Játékvezetők: Lazaar, Reveret (FRA) |

## Elnöki kupa

### 1. csoport (Póla)
| Csapat        | M | Gy | D | V | G+  | G–  | Gk   | P  |
| ------------- | - | -- | - | - | --- | --- | ---- | -- |
| Spanyolország | 5 | 5  | 0 | 0 | 205 | 98  | +107 | 10 |
| Románia       | 5 | 4  | 0 | 1 | 175 | 141 | +34  | 8  |
| Argentína     | 5 | 3  | 0 | 2 | 137 | 125 | +12  | 6  |
| Kuba          | 5 | 2  | 0 | 3 | 124 | 154 | –30  | 4  |
| Kuvait        | 5 | 1  | 0 | 4 | 119 | 157 | –38  | 2  |
| Ausztrália    | 5 | 0  | 0 | 5 | 87  | 172 | –85  | 0  |

A mérkőzések időpontjai közép-európai idő szerint vannak megadva (UTC+1).
| 2009. január 24. 15:00 | Argentína   | 26–25   | Kuvait       | Dom sportova "Mate Parlov", Póla Nézőszám: 500 Játékvezetők: Opava, Valek (CZE) |
| 2009. január 24. 15:00 | Migueles 5  | (12–12) | Abdulredha 6 | Dom sportova "Mate Parlov", Póla Nézőszám: 500 Játékvezetők: Opava, Valek (CZE) |
| 2009. január 24. 15:00 | Jegyzőkönyv |         |              | Dom sportova "Mate Parlov", Póla Nézőszám: 500 Játékvezetők: Opava, Valek (CZE) |

| 2009. január 24. 17:00 | Ausztrália          | 10–42  | Spanyolország | Dom sportova "Mate Parlov", Póla Nézőszám: 1200 Játékvezetők: Elmoamli, Sábán Ali (EGY) |
| 2009. január 24. 17:00 | Fletcher, Subotic 3 | (6–18) | Ugalde 9      | Dom sportova "Mate Parlov", Póla Nézőszám: 1200 Játékvezetők: Elmoamli, Sábán Ali (EGY) |
| 2009. január 24. 17:00 | Jegyzőkönyv         |        |               | Dom sportova "Mate Parlov", Póla Nézőszám: 1200 Játékvezetők: Elmoamli, Sábán Ali (EGY) |

| 2009. január 24. 19:00 | Románia        | 39–28   | Kuba                      | Dom sportova "Mate Parlov", Póla Nézőszám: 400 Játékvezetők: Aires Menez, Aparecdio Pinto (BRA) |
| 2009. január 24. 19:00 | Ghionea 12     | (21–15) | Turino Noa, Carol Marzo 6 | Dom sportova "Mate Parlov", Póla Nézőszám: 400 Játékvezetők: Aires Menez, Aparecdio Pinto (BRA) |
| 2009. január 24. 19:00 | ] Jegyzőkönyv] |         |                           | Dom sportova "Mate Parlov", Póla Nézőszám: 400 Játékvezetők: Aires Menez, Aparecdio Pinto (BRA) |

| 2009. január 25. 15:00 | Spanyolország | 31–19   | Argentína   | Dom sportova "Mate Parlov", Póla Nézőszám: 1600 Játékvezetők: Elmoamli, Sábán Ali (EGY) |
| 2009. január 25. 15:00 | García 6      | (15–11) | Viscovich 5 | Dom sportova "Mate Parlov", Póla Nézőszám: 1600 Játékvezetők: Elmoamli, Sábán Ali (EGY) |
| 2009. január 25. 15:00 | Jegyzőkönyv   |         |             | Dom sportova "Mate Parlov", Póla Nézőszám: 1600 Játékvezetők: Elmoamli, Sábán Ali (EGY) |

| 2009. január 25. 17:00 | Kuvait                   | 27–34   | Románia   | Dom sportova "Mate Parlov", Póla Nézőszám: 1000 Játékvezetők: Aires Menez, Aparecdio Pinto (BRA) |
| 2009. január 25. 17:00 | Alqallaf, Algharaballi 5 | (12–16) | Ghionea 8 | Dom sportova "Mate Parlov", Póla Nézőszám: 1000 Játékvezetők: Aires Menez, Aparecdio Pinto (BRA) |
| 2009. január 25. 17:00 | Jegyzőkönyv              |         |           | Dom sportova "Mate Parlov", Póla Nézőszám: 1000 Játékvezetők: Aires Menez, Aparecdio Pinto (BRA) |

| 2009. január 25. 19:00 | Kuba            | 27–17  | Ausztrália | Dom sportova "Mate Parlov", Póla Nézőszám: 500 Játékvezetők: Gubica, Milošević (CRO) |
| 2009. január 25. 19:00 | Diaz de Armas 5 | (14–6) | Fletcher 6 | Dom sportova "Mate Parlov", Póla Nézőszám: 500 Játékvezetők: Gubica, Milošević (CRO) |
| 2009. január 25. 19:00 | Jegyzőkönyv     |        |            | Dom sportova "Mate Parlov", Póla Nézőszám: 500 Játékvezetők: Gubica, Milošević (CRO) |

| 2009. január 26. 15:00 | Ausztrália  | 24–27   | Kuvait         | Dom sportova "Mate Parlov", Póla Nézőszám: 200 Játékvezetők: Aires Menez, Aparecdio Pinto (BRA) |
| 2009. január 26. 15:00 | Blondell 7  | (10–14) | F. Alshamari 7 | Dom sportova "Mate Parlov", Póla Nézőszám: 200 Játékvezetők: Aires Menez, Aparecdio Pinto (BRA) |
| 2009. január 26. 15:00 | Jegyzőkönyv |         |                | Dom sportova "Mate Parlov", Póla Nézőszám: 200 Játékvezetők: Aires Menez, Aparecdio Pinto (BRA) |

| 2009. január 26. 17:00 | Argentína   | 30–23   | Kuba          | Dom sportova "Mate Parlov", Póla Nézőszám: 500 Játékvezetők: Elmoamli, Sábán Ali (EGY) |
| 2009. január 26. 17:00 | Pizarro 8   | (16–15) | Carol Marzo 6 | Dom sportova "Mate Parlov", Póla Nézőszám: 500 Játékvezetők: Elmoamli, Sábán Ali (EGY) |
| 2009. január 26. 17:00 | Jegyzőkönyv |         |               | Dom sportova "Mate Parlov", Póla Nézőszám: 500 Játékvezetők: Elmoamli, Sábán Ali (EGY) |

| 2009. január 26. 19:00 | Románia        | 32–40   | Spanyolország | Dom sportova "Mate Parlov", Póla Nézőszám: 2500 Játékvezetők: Stanojević, Višekruna (SRB) |
| 2009. január 26. 19:00 | Ghionea 7      | (16–19) | Ugalde 9      | Dom sportova "Mate Parlov", Póla Nézőszám: 2500 Játékvezetők: Stanojević, Višekruna (SRB) |
| 2009. január 26. 19:00 | ] Jegyzőkönyv] |         |               | Dom sportova "Mate Parlov", Póla Nézőszám: 2500 Játékvezetők: Stanojević, Višekruna (SRB) |

### 2. csoport (Poreč)
| Csapat       | M | Gy | D | V | G+  | G–  | Gk  | P |
| ------------ | - | -- | - | - | --- | --- | --- | - |
| Egyiptom     | 5 | 4  | 0 | 1 | 135 | 125 | +10 | 8 |
| Oroszország  | 5 | 4  | 0 | 1 | 151 | 127 | +24 | 8 |
| Tunézia      | 5 | 3  | 0 | 2 | 159 | 146 | +13 | 6 |
| Algéria      | 5 | 3  | 0 | 2 | 140 | 142 | –2  | 6 |
| Brazília     | 5 | 1  | 0 | 4 | 131 | 137 | –6  | 2 |
| Szaúd-Arábia | 5 | 0  | 0 | 5 | 105 | 144 | –39 | 0 |

A mérkőzések időpontjai közép-európai idő szerint vannak megadva (UTC+1).
| 2009. január 24. 16:00 | Tunézia     | 28–21  | Szaúd-Arábia | Sport centar Žatika, Poreč Nézőszám: 300 Játékvezetők: Gatelis, Mazeika (LTU) |
| 2009. január 24. 16:00 | Ayed 5      | (12–8) | B. Alharbi 5 | Sport centar Žatika, Poreč Nézőszám: 300 Játékvezetők: Gatelis, Mazeika (LTU) |
| 2009. január 24. 16:00 | Jegyzőkönyv |        |              | Sport centar Žatika, Poreč Nézőszám: 300 Játékvezetők: Gatelis, Mazeika (LTU) |

| 2009. január 24. 18:00 | Algéria     | 28–22  | Egyiptom  | Sport centar Žatika, Poreč Nézőszám: 300 Játékvezetők: Stanojević, Višekruna (SRB) |
| 2009. január 24. 18:00 | Berriah 7   | (12–7) | Hussein 6 | Sport centar Žatika, Poreč Nézőszám: 300 Játékvezetők: Stanojević, Višekruna (SRB) |
| 2009. január 24. 18:00 | Jegyzőkönyv |        |           | Sport centar Žatika, Poreč Nézőszám: 300 Játékvezetők: Stanojević, Višekruna (SRB) |

| 2009. január 24. 20:00 | Oroszország | 25–22  | Brazília         | Sport centar Žatika, Poreč Nézőszám: 300 Játékvezetők: Gubica, Milošević (CRO) |
| 2009. január 24. 20:00 | Gyibirov 7  | (15–9) | Gaeta, Ribeiro 4 | Sport centar Žatika, Poreč Nézőszám: 300 Játékvezetők: Gubica, Milošević (CRO) |
| 2009. január 24. 20:00 | Jegyzőkönyv |        |                  | Sport centar Žatika, Poreč Nézőszám: 300 Játékvezetők: Gubica, Milošević (CRO) |

| 2009. január 25. 16:00 | Egyiptom    | 31–30   | Tunézia | Sport centar Žatika, Poreč Nézőszám: 1000 Játékvezetők: Stanojević, Višekruna (SRB) |
| 2009. január 25. 16:00 | El Ahmar 11 | (15–14) | Ayed 9  | Sport centar Žatika, Poreč Nézőszám: 1000 Játékvezetők: Stanojević, Višekruna (SRB) |
| 2009. január 25. 16:00 | Jegyzőkönyv |         |         | Sport centar Žatika, Poreč Nézőszám: 1000 Játékvezetők: Stanojević, Višekruna (SRB) |

| 2009. január 25. 18:00 | Szaúd-Arábia | 15–34  | Oroszország     | Sport centar Žatika, Poreč Nézőszám: 1000 Játékvezetők: Opava, Valek (CZE) |
| 2009. január 25. 18:00 | Alabdulali 4 | (5–17) | Csernyoivanov 8 | Sport centar Žatika, Poreč Nézőszám: 1000 Játékvezetők: Opava, Valek (CZE) |
| 2009. január 25. 18:00 | Jegyzőkönyv  |        |                 | Sport centar Žatika, Poreč Nézőszám: 1000 Játékvezetők: Opava, Valek (CZE) |

| 2009. január 25. 20:00 | Brazília            | 28–29   | Algéria    | Sport centar Žatika, Poreč Nézőszám: 500 Játékvezetők: Gatelis, Mazeika (LTU) |
| 2009. január 25. 20:00 | Ribeiro, Ferreira 8 | (15–10) | Boudrali 5 | Sport centar Žatika, Poreč Nézőszám: 500 Játékvezetők: Gatelis, Mazeika (LTU) |
| 2009. január 25. 20:00 | ] Jegyzőkönyv]      |         |            | Sport centar Žatika, Poreč Nézőszám: 500 Játékvezetők: Gatelis, Mazeika (LTU) |

| 2009. január 26. 16:00 | Algéria        | 30–27   | Szaúd-Arábia  | Sport centar Žatika, Poreč Nézőszám: 500 Játékvezetők: Gubica, Milošević (CRO) |
| 2009. január 26. 16:00 | Soudani 8      | (14–12) | B. Alharbi 13 | Sport centar Žatika, Poreč Nézőszám: 500 Játékvezetők: Gubica, Milošević (CRO) |
| 2009. január 26. 16:00 | ] Jegyzőkönyv] |         |               | Sport centar Žatika, Poreč Nézőszám: 500 Játékvezetők: Gubica, Milošević (CRO) |

| 2009. január 26. 18:00 | Tunézia     | 34–33   | Brazília            | Sport centar Žatika, Poreč Nézőszám: 500 Játékvezetők: Gatelis, Mazeika (LTU) |
| 2009. január 26. 18:00 | Touati 6    | (18–16) | Ribeiro, Ferreira 9 | Sport centar Žatika, Poreč Nézőszám: 500 Játékvezetők: Gatelis, Mazeika (LTU) |
| 2009. január 26. 18:00 | Jegyzőkönyv |         |                     | Sport centar Žatika, Poreč Nézőszám: 500 Játékvezetők: Gatelis, Mazeika (LTU) |

| 2009. január 26. 20:00 | Oroszország | 27–31   | Egyiptom          | Sport centar Žatika, Poreč Nézőszám: 1000 Játékvezetők: Opava, Valek (CZE) |
| 2009. január 26. 20:00 | Igropulo 8  | (12–16) | El Ahmar, Rabie 6 | Sport centar Žatika, Poreč Nézőszám: 1000 Játékvezetők: Opava, Valek (CZE) |
| 2009. január 26. 20:00 | Jegyzőkönyv |         |                   | Sport centar Žatika, Poreč Nézőszám: 1000 Játékvezetők: Opava, Valek (CZE) |

## Helyosztó mérkőzések

### A 23. helyért
| 2009. január 27. 15:00 | Ausztrália  | 19–23   | Szaúd-Arábia | Dom sportova "Mate Parlov", Póla Nézőszám: 300 Játékvezetők: Aires Menez, Aparecdio Pinto (BRA) |
| 2009. január 27. 15:00 | Fletcher 6  | (11–15) | B. Alharbi 6 | Dom sportova "Mate Parlov", Póla Nézőszám: 300 Játékvezetők: Aires Menez, Aparecdio Pinto (BRA) |
| 2009. január 27. 15:00 | Jegyzőkönyv |         |              | Dom sportova "Mate Parlov", Póla Nézőszám: 300 Játékvezetők: Aires Menez, Aparecdio Pinto (BRA) |

### A 21. helyért
| 2009. január 27. 16:00 | Kuvait         | 24–27   | Brazília   | Sport centar Žatika, Poreč Nézőszám: 200 Játékvezetők: Elmoamli, Sábán Ali (EGY) |
| 2009. január 27. 16:00 | Algharaballi 8 | (12–13) | Ribeiro 11 | Sport centar Žatika, Poreč Nézőszám: 200 Játékvezetők: Elmoamli, Sábán Ali (EGY) |
| 2009. január 27. 16:00 | Jegyzőkönyv    |         |            | Sport centar Žatika, Poreč Nézőszám: 200 Játékvezetők: Elmoamli, Sábán Ali (EGY) |

### A 19. helyért
| 2009. január 27. 17:00 | Kuba         | 27–34   | Algéria                         | Dom sportova "Mate Parlov", Póla Nézőszám: 350 Játékvezetők: Gubica, Milošević (CRO) |
| 2009. január 27. 17:00 | Turino Noa 8 | (15–18) | R. Chehbour, Soudani, Berriah 6 | Dom sportova "Mate Parlov", Póla Nézőszám: 350 Játékvezetők: Gubica, Milošević (CRO) |
| 2009. január 27. 17:00 | Jegyzőkönyv  |         |                                 | Dom sportova "Mate Parlov", Póla Nézőszám: 350 Játékvezetők: Gubica, Milošević (CRO) |

### A 17. helyért
| 2009. január 27. 18:00 | Argentína   | 23–29   | Tunézia          | Sport centar Žatika, Poreč Nézőszám: 500 Játékvezetők: Opava, Valek (CZE) |
| 2009. január 27. 18:00 | Migueles 5  | (13–14) | Gharbi, Kraiem 6 | Sport centar Žatika, Poreč Nézőszám: 500 Játékvezetők: Opava, Valek (CZE) |
| 2009. január 27. 18:00 | Jegyzőkönyv |         |                  | Sport centar Žatika, Poreč Nézőszám: 500 Játékvezetők: Opava, Valek (CZE) |

### A 15. helyért
| 2009. január 27. 19:00 | Románia     | 42–38   | Oroszország | Dom sportova "Mate Parlov", Póla Nézőszám: 750 Játékvezetők: Gatelis, Mazeika (LTU) |
| 2009. január 27. 19:00 | Irimescu 8  | (25–21) | Gyibirov 12 | Dom sportova "Mate Parlov", Póla Nézőszám: 750 Játékvezetők: Gatelis, Mazeika (LTU) |
| 2009. január 27. 19:00 | Jegyzőkönyv |         |             | Dom sportova "Mate Parlov", Póla Nézőszám: 750 Játékvezetők: Gatelis, Mazeika (LTU) |

### A 13. helyért
| 2009. január 27. 20:00 | Spanyolország | 28–24   | Egyiptom     | Sport centar Žatika, Poreč Nézőszám: 1000 Játékvezetők: Stanojević, Višekruna (SRB) |
| 2009. január 27. 20:00 | Cañellas 9    | (15–10) | Mo. Hassan 7 | Sport centar Žatika, Poreč Nézőszám: 1000 Játékvezetők: Stanojević, Višekruna (SRB) |
| 2009. január 27. 20:00 | Jegyzőkönyv   |         |              | Sport centar Žatika, Poreč Nézőszám: 1000 Játékvezetők: Stanojević, Višekruna (SRB) |

### A 11. helyért
| 2009. január 29. 12:30 | Dél-Korea   | 31–32   | Macedónia  | Arena Zágráb, Zágráb Nézőszám: 1000 Játékvezetők: Aires Menez, Aparecdio Pinto (BRA) |
| 2009. január 29. 12:30 | Jeong 7     | (14–14) | Lazarov 15 | Arena Zágráb, Zágráb Nézőszám: 1000 Játékvezetők: Aires Menez, Aparecdio Pinto (BRA) |
| 2009. január 29. 12:30 | Jegyzőkönyv |         |            | Arena Zágráb, Zágráb Nézőszám: 1000 Játékvezetők: Aires Menez, Aparecdio Pinto (BRA) |

### A 9. helyért
| 2009. január 29. 20:15 | Szlovákia   | 27–34   | Norvégia   | Arena Zágráb, Zágráb Nézőszám: 3000 Játékvezetők: Gubica, Milošević (CRO) |
| 2009. január 29. 20:15 | Kukucka 6   | (14–18) | Kjelling 9 | Arena Zágráb, Zágráb Nézőszám: 3000 Játékvezetők: Gubica, Milošević (CRO) |
| 2009. január 29. 20:15 | Jegyzőkönyv |         |            | Arena Zágráb, Zágráb Nézőszám: 3000 Játékvezetők: Gubica, Milošević (CRO) |

### A 7. helyért
| 2009. január 29. 17:30 | Svédország     | 37–29   | Szerbia           | Arena Zágráb, Zágráb Nézőszám: 2000 Játékvezetők: Karabas-Chi, Kolahdouzan (IRN) |
| 2009. január 29. 17:30 | Gustafsson 7   | (20–16) | Vujin, Vuckovic 5 | Arena Zágráb, Zágráb Nézőszám: 2000 Játékvezetők: Karabas-Chi, Kolahdouzan (IRN) |
| 2009. január 29. 17:30 | ] Jegyzőkönyv] |         |                   | Arena Zágráb, Zágráb Nézőszám: 2000 Játékvezetők: Karabas-Chi, Kolahdouzan (IRN) |

### Az 5. helyért
| 2009. január 29. 15:00 | Magyarország | 25–28   | Németország | Arena Zágráb, Zágráb Nézőszám: 3000 Játékvezetők: Baum, Goralczyk (POL) |
| 2009. január 29. 15:00 | Nagy 5       | (13–16) | Kaufmann 8  | Arena Zágráb, Zágráb Nézőszám: 3000 Játékvezetők: Baum, Goralczyk (POL) |
| 2009. január 29. 15:00 | Jegyzőkönyv  |         |             | Arena Zágráb, Zágráb Nézőszám: 3000 Játékvezetők: Baum, Goralczyk (POL) |

### Elődöntők
|  |                             |               |              |                             |    |               |               |       |
|  | Elődöntők                   | Elődöntők     | Elődöntők    |                             |    | Döntő         | Döntő         | Döntő |
|  | Elődöntők                   | Elődöntők     | Elődöntők    |                             |    | Döntő         | Döntő         | Döntő |
|  | január 30. – 17:30 (Split)  |               |              |                             |    |               |               |       |
|  |                             |               |              |                             |    |               |               |       |
|  | Dánia                       | Dánia         | 22           |                             |    |               |               |       |
|  | Dánia                       | Dánia         | 22           | február 1. – 17:30 (Zágráb) |    |               |               |       |
|  | Franciaország               | Franciaország | 27           |                             |    |               |               |       |
|  | Franciaország               | Franciaország | 27           |                             |    | Franciaország | Franciaország | 24    |
|  | január 30. – 20:30 (Zágráb) |               |              |                             |    | Franciaország | Franciaország | 24    |
|  |                             |               | Horvátország | Horvátország                | 19 |               |               |       |
|  | Horvátország                | Horvátország  | Horvátország | Horvátország                | 19 | 29            |               |       |
|  | Horvátország                | Horvátország  |              |                             |    |               |               |       |
|  | Lengyelország               | Lengyelország | 23           |                             |    |               |               |       |
|  | Lengyelország               | Lengyelország | 23           | Bronzmérkőzés               |    |               |               |       |
|  |                             |               |              |                             |    |               |               |       |
|  | február 1. – 15:30 (Zágráb) |               |              |                             |    |               |               |       |
|  |                             |               |              |                             |    |               |               |       |
|  | Dánia                       | Dánia         | 23           |                             |    |               |               |       |
|  | Dánia                       | Dánia         | 23           |                             |    |               |               |       |
|  | Lengyelország               | Lengyelország | 31           |                             |    |               |               |       |
|  | Lengyelország               | Lengyelország | 31           |                             |    |               |               |       |

| 2009. január 30. 17:30 | Dánia       | 22–27   | Franciaország | Spaladium Arena, Split Nézőszám: 11 000 Játékvezetők: Gousko, Repkin (BLR) |
| 2009. január 30. 17:30 | Jørgensen 5 | (11–16) | Abalo 7       | Spaladium Arena, Split Nézőszám: 11 000 Játékvezetők: Gousko, Repkin (BLR) |
| 2009. január 30. 17:30 | Jegyzőkönyv |         |               | Spaladium Arena, Split Nézőszám: 11 000 Játékvezetők: Gousko, Repkin (BLR) |

| 2009. január 30. 20:30 | Horvátország | 29–23   | Lengyelország | Arena Zágráb, Zágráb Nézőszám: 15 000 Játékvezetők: Lemme, Ullrich (GER) |
| 2009. január 30. 20:30 | Čupić 12     | (14–13) | Jurasik 6     | Arena Zágráb, Zágráb Nézőszám: 15 000 Játékvezetők: Lemme, Ullrich (GER) |
| 2009. január 30. 20:30 | Jegyzőkönyv  |         |               | Arena Zágráb, Zágráb Nézőszám: 15 000 Játékvezetők: Lemme, Ullrich (GER) |

#### Bronzmérkőzés
| 2009. február 1. 15:00 | Dánia          | 23–31   | Lengyelország | Arena Zágráb, Zágráb Nézőszám: 8000 Játékvezetők: Lazaar, Reveret (FRA) |
| 2009. február 1. 15:00 | Hansen 10      | (11–14) | Bielecki 10   | Arena Zágráb, Zágráb Nézőszám: 8000 Játékvezetők: Lazaar, Reveret (FRA) |
| 2009. február 1. 15:00 | ] Jegyzőkönyv] |         |               | Arena Zágráb, Zágráb Nézőszám: 8000 Játékvezetők: Lazaar, Reveret (FRA) |

#### Döntő
| 2009. február 1. 17:30 | Franciaország | 24–19   | Horvátország | Arena Zágráb, Zágráb Nézőszám: 15 000 Játékvezetők: Olesen, Pedersen (DEN) |
| 2009. február 1. 17:30 | Guigou 10     | (11–12) | Čupić 6      | Arena Zágráb, Zágráb Nézőszám: 15 000 Játékvezetők: Olesen, Pedersen (DEN) |
| 2009. február 1. 17:30 | Jegyzőkönyv   |         |              | Arena Zágráb, Zágráb Nézőszám: 15 000 Játékvezetők: Olesen, Pedersen (DEN) |

## Sorrend és statisztikák

### Végeredmény
Az alábbi táblázat tartalmazza a világbajnokság végeredményét. Miután minden pozícióért helyosztót játszottak, ezért az adatok tájékoztató jellegűek, azaz nem a szerzett pontok alapján készült a rangsor.

| Helyezés  | Csapat        | M  | Gy | D | V | G+  | G–  | Gk   | P  |
| --------- | ------------- | -- | -- | - | - | --- | --- | ---- | -- |
| Aranyérem | Franciaország | 10 | 9  | 0 | 1 | 296 | 211 | +85  | 18 |
| Ezüstérem | Horvátország  | 10 | 9  | 0 | 1 | 298 | 228 | +70  | 18 |
| Bronzérem | Lengyelország | 10 | 7  | 0 | 3 | 298 | 264 | +34  | 14 |
| 4.        | Dánia         | 10 | 7  | 0 | 3 | 299 | 260 | +39  | 14 |
|           |               |    |    |   |   |     |     |      |    |
| 5.        | Németország   | 9  | 5  | 2 | 2 | 259 | 228 | +31  | 12 |
| 6.        | Magyarország  | 9  | 5  | 1 | 3 | 254 | 227 | +27  | 11 |
| 7.        | Svédország    | 9  | 6  | 0 | 3 | 277 | 232 | +45  | 12 |
| 8.        | Szerbia       | 9  | 4  | 1 | 4 | 280 | 281 | –1   | 9  |
| 9.        | Norvégia      | 9  | 6  | 0 | 3 | 280 | 232 | +48  | 12 |
| 10.       | Szlovákia     | 9  | 4  | 1 | 4 | 253 | 231 | +22  | 9  |
| 11.       | Macedónia     | 9  | 4  | 0 | 5 | 256 | 260 | –4   | 8  |
| 12.       | Dél-Korea     | 9  | 3  | 0 | 6 | 239 | 239 | 0    | 6  |
|           |               |    |    |   |   |     |     |      |    |
| 13.       | Spanyolország | 9  | 6  | 0 | 3 | 308 | 212 | +96  | 12 |
| 14.       | Egyiptom      | 9  | 4  | 0 | 5 | 218 | 239 | –21  | 8  |
| 15.       | Románia       | 9  | 5  | 0 | 4 | 288 | 268 | +20  | 10 |
| 16.       | Oroszország   | 9  | 4  | 1 | 4 | 267 | 255 | +12  | 9  |
| 17.       | Tunézia       | 9  | 5  | 0 | 4 | 264 | 250 | +14  | 10 |
| 18.       | Argentína     | 9  | 3  | 0 | 6 | 231 | 245 | –14  | 6  |
| 19.       | Algéria       | 9  | 4  | 0 | 5 | 235 | 272 | –37  | 8  |
| 20.       | Kuba          | 9  | 2  | 0 | 7 | 211 | 301 | –90  | 4  |
| 21.       | Brazília      | 9  | 3  | 0 | 6 | 238 | 270 | –32  | 6  |
| 22.       | Kuvait        | 9  | 1  | 0 | 8 | 202 | 288 | –86  | 2  |
| 23.       | Szaúd-Arábia  | 9  | 1  | 0 | 8 | 193 | 272 | –79  | 2  |
| 24.       | Ausztrália    | 9  | 0  | 0 | 9 | 146 | 325 | –179 | 0  |

### A torna álomcsapata
- Kapus:  Thierry Omeyer (FRA)
- Bal szélső:  Michaël Guigou (FRA)
- Bal átlövő:  Blaženko Lacković (CRO)
- Beálló:  Igor Vori (CRO)
- Irányító:  Nikola Karabatić (FRA)
- Jobb átlövő:  Marcin Lijewski (POL)
- Jobb szélső:  Ivan Čupić (CRO)